# Vargem Grande
Vargem Grande – miasto i gmina w Brazylii leżące w stanie Maranhão. Gmina zajmuje powierzchnię 1957,751 km². Według danych szacunkowych w 2016 roku miasto liczyło 55 710 mieszkańców. Położone jest około 150 km na południowy wschód od stolicy stanu, miasta São Luís, oraz około 1650 km na północ od Brasílii, stolicy kraju. 
W 2014 roku wśród mieszkańców gminy PKB per capita wynosił 5069,77 reais brazylijskich.